# Frank Nouble
Frank Nouble (Lewisham, 24 september 1991) is een Engels voetbalspeler die op 23 juni 2012 het gepromoveerde West Ham United verliet om te spelen voor het gedegradeerde Wolverhampton Wanderers FC. Ondanks zijn jonge leeftijd zijn de Wolverhampton Wanderers FC alweer zijn 8e club in zijn loopbaan. Hij werd door West Ham United verhuurd aan West Bromwich Albion, Swindon Town, Swansea City, Charlton Athletic, Gillingham FC en vervolgens 2 keer aan Barnsley, en elke keer ging het om 1 of 2 maanden. Sinds 8 januari 2013 speelt hij voor Ipswich Town.

## Statistieken
| Seizoen | Club                       | Wedstrijden | Goals | Competitie     |
| ------- | -------------------------- | ----------- | ----- | -------------- |
| 2009/10 | West Ham United            | 8           | 0     | Premier League |
| 2010    | West Bromwich Albion(huur) | 3           | 0     | Championship   |
| 2010    | Swindon Town(huur)         | 8           | 0     | League One     |